# Новиград-Подравски
Новиград-Подравски (хорв. Novigrad Podravski) — община с центром в одноимённом посёлке на севере Хорватии, в  Копривницко-Крижевацкой жупании. Население — 1903 человек в самом посёлке и 2862 человек во всей общине (2011). Подавляющее большинство населения — хорваты (93 %). В состав общины, кроме посёлка Новиград-Подравски, входит ещё 6 деревень с населением от 17 до 251 жителя.
Новиград-Подравски находится в 8 км на северо-запад от Джурджеваца и в 13 км к юго-востоку от Копривницы. В двух километрах к юго-востоку от Новиграда находится посёлок Вирье. Через посёлок проходит шоссе D2 Вараждин — Копривница — Осиек — Вуковар, несколько местных дорог ведут из Новиграда в посёлок Хлебине и окрестные деревни. Через Новиград-Подравски проходит железнодорожная линия Копривница — Осиек, в посёлке есть одноимённая ж/д станция.
Территория общины расположена на плодородной Подравинской низменности, Новиград-Подравски окружён сельскохозяйственными угодьями, большинство жителей занято в сельском хозяйстве и пищевой промышленности.
В Средние века на месте современного Новиграда-Подравски располагалось поселение Комарна, впервые упомянутое в 1201 году. Комарна была уничтожена в ходе османского нашествия в XV веке. В начале XVII века на её месте был построен новый посёлок, получивший имя «Новиград» (в переводе — «новый город»). Уточнение «Подравски» связано с существованием в Хорватии двух других городов с таким же именем. В 1654 году в посёлке организован приход, в 1830 году построена нынешняя приходская церковь.